# NGC 4597
NGC 4597 (również PGC 42429) – galaktyka spiralna z poprzeczką (SBc), znajdująca się w gwiazdozbiorze Panny. Odkrył ją William Herschel 22 lutego 1787 roku.